# Five Nights at Freddy's 4
Five Nights at Freddy's 4 este un joc video independent, point-and-click dezvoltat și publicat de Scott Cawthon. Este a patra parte a seriei Five Nights at Freddy's, și cronologic primul joc, făcând din aceasta o posibilă poveste de origine. Acesta a fost inițial planificat pentru lansare pe data de 31 octombrie 2015 cu toate acestea, lansarea jocului a fost mutat pe data de 8 August, după pe 23 Iulie când a fost lansat în mod neașteptat pe Steam.  A fost lansat pentru dispozitivele Android pe 25 Iulie 2015, și pentru dispozitivele iOS (Apple) pe data de 3 August 2015. Un port Nintendo Switch, PlayStation 4 și Xbox One a fost lansat pe 29 noiembrie 2019. 
Anunțat la mijlocul anului 2015 sub titlul working title Five Nights at Freddy's: The Final Chapter, jocul este considerat o abatere de la jocurile anterioare, care aveau loc într-un birou de pază. În schimb, jocul are loc în dormitorul unui copil, punând accent pe sincronizarea și avertismentele auditive pentru a finaliza nopțile.
La lansare, jocul a primit recenzii polarizante din partea criticilor; lauda sa concentrat pe atmosfera sa neliniștitoare, în timp ce alții erau împărțiți cu privire la noile mecanici ale jocului. Five Nights at Freddy's 4 este singurul joc din întreaga serie care nu are dialog vorbit. A cincea parte, Five Nights at Freddy's: Sister Location, a fost lansat pe 7 octombrie 2016.